# مورگان پواتی
مورگان پواتی (انگلیسی: Morgan Poaty؛ زادهٔ ۱۵ ژوئیهٔ ۱۹۹۷) بازیکن فوتبال اهل فرانسه است که در پست مدافع بازی می‌کند.
از باشگاه‌هایی که در آن بازی کرده‌است می‌توان به باشگاه ورزشی مون‌پلیه و باشگاه فوتبال گنگام اشاره کرد.
وی همچنین در تیم‌های ملی فوتبال France national under-16 football team و کنگو بازی کرده‌است.